# Vladímir Volkoff
Vladimir Volkoff (París, 7 de noviembre de 1932 - Bourdeilles, 14 de septiembre de 2005) fue un escritor francés de origen ruso, ganador del Gran Premio de Novela de la Academia Francesa  1982 y del Gran Premio Jean Giono 1995. Prolífico autor de novelas históricas y de espionaje, también escribió obras de teatro y ensayos.

## Biografía
Su padre emigró de Rusia y en Francia se ganaba la vida lavando autos; también sirvió en la Legión Extranjera. Cristiano ortodoxo, estudió en el Colegio Claude Bernard, se licenció en Letras en la Sorbona y obtuvo un doctorado en Filosofía por la Universidad de Lieja. Fue profesor de inglés en Amiens (1955-57), voluntario en la guerra de Argelia (1957-62), funcionario del Ministerio de Defensa y, posteriormente, profesor de lengua y literatura francesa y rusa en Estados Unidos.
Ha sido considerado el autor francés de la guerra fría por excelencia. Para sus novelas de espionaje dedicadas a la juventud usó el seudónimo de Lieutenant X (Teniente X).
Son famosas también sus biografías del Zar Vladimir y del compositor ruso Chaikovski (pariente suyo).

## Obras destacadas
- Langelot (página en francés), serie de novelas para jóvenes
- El invitado del papa, novela (Ciudadela Libros, 2006)
- Metro pour L’enfer, novela
- El montaje, novela
- La reconversión, novela
- La reconversión, novela
- El Rey, ensayo
- Elogio de la diferencia, ensayo
- Por qué soy medianamente democrático, ensayo
- Yalta, teatro
- L’amour tue, teatro
- Los hombres del Zar, novela

- Datos: Q2166142
- Multimedia: Vladimir Volkoff / Q2166142